# Ioánnis Kapodístrias
Ioánnis Kapodístrias (en grec : Ἰωάννης Καποδίστριας / Ioánnis Kapodístrias ; en français : Jean Capodistrias ; en italien : Giovanni Capo d’Istria, et en russe : граф Иоанн Каподистрия / Ioann Kapodistria), comte Kapodístrias (ou Capo d'Istria), né à Corfou, alors une dépendance de Venise, le 10 février 1776, et mort assassiné à Nauplie, en Grèce, le 9 octobre 1831 est un homme d'État, tour à tour membre du gouvernement de la république des Sept-Îles (1802-1807), diplomate au service de l'Empire russe (1808-1815), ministre des Affaires étrangères du tsar Alexandre Ier (1816-1822) et gouverneur de la Grèce indépendante (1827-1831).
Franc-maçon, il est membre de la loge Modesto : à Moscou, il est en 1812 parmi les fondateurs de la loge du Phénix qui réunit l'élite grecque de la Russie de l'époque et a un rôle important dans la préparation de l'insurrection grecque contre l'Empire ottoman,,.

## Famille
Ioannis Kapodístrias (en italien Giovanni Capodistria) est issu d'une famille noble vénitienne inscrite au Libro d'Oro des îles Ioniennes et originaire de Capo d'Istria, à l'époque sous domination vénitienne (actuellement en Slovénie).
Son père est le comte Antonio Maria Capodistria et sa mère appartient à une autre famille noble, les Gonemis. Il a quatre frères : Viaro, Jean, Augustinos et Georges.

## Biographie

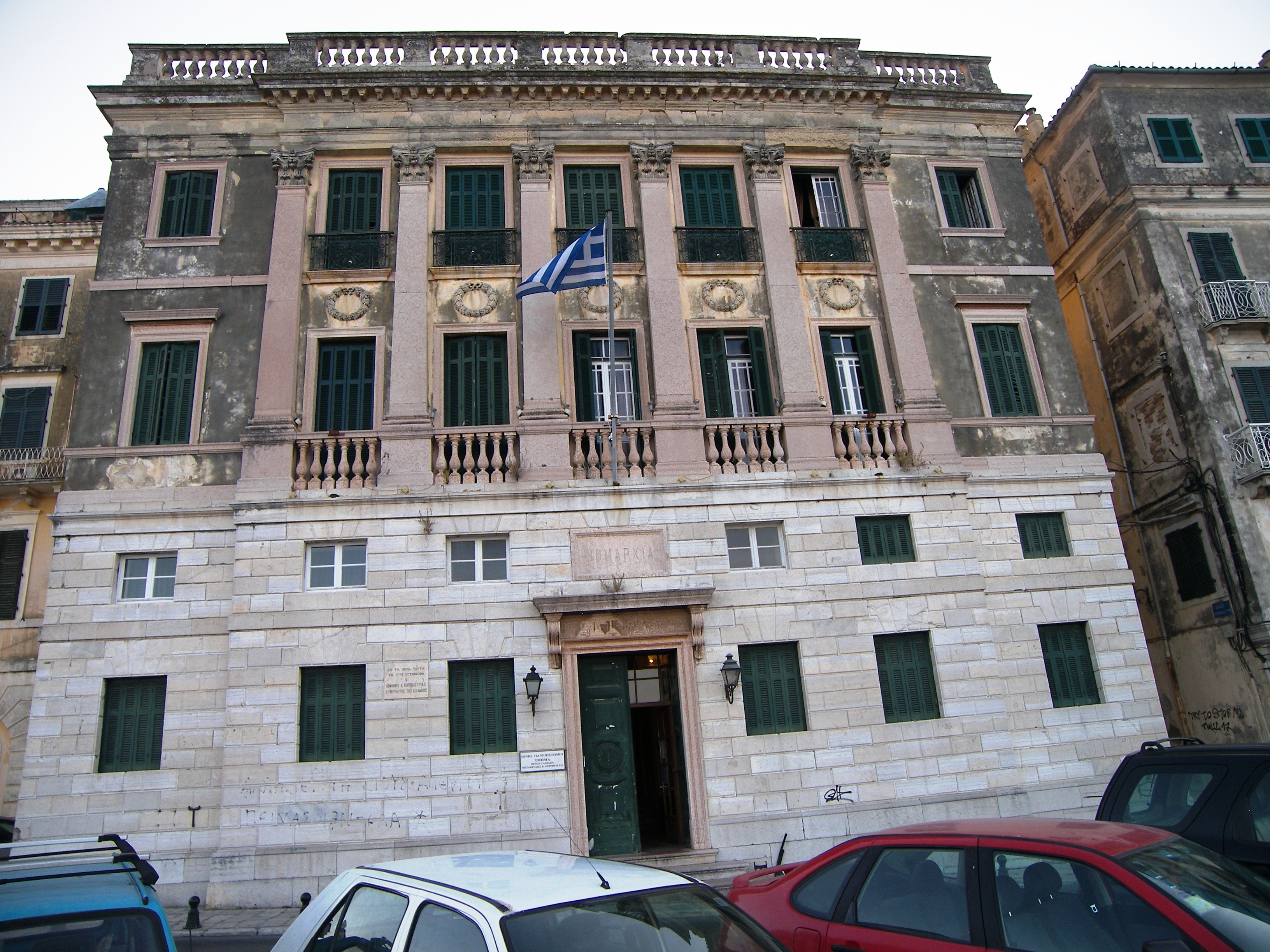
Maison natale à Corfou

### Jeunesse
Ioannis Kapodistrias naît en février 1776, à Corfou (Kerkyra) dans les îles Ioniennes, alors qu'elles appartiennent encore à la république de Venise. Comme son père, il fait des études de médecine, de philosophie et de droit, d'abord à Corfou puis à Padoue, comme l'y oblige un décret du Sénat vénitien.
Âgé de 21 ans, en 1797, il s'installe comme médecin sur son île natale. En 1799, lorsque les troupes russes reprennent Corfou aux Français, il devint directeur de l'hôpital militaire.

### Gouverneur des Îles Ioniennes
En 1801, les îles Ioniennes deviennent indépendantes sous le nom de république des Sept-Îles. Kapodistrias entre alors au gouvernement du nouvel État et y reste de 1802 à 1807. Dès son arrivée aux affaires, il calme, par sa simple présence et ses discours, une rébellion à Céphalonie. Sachant écouter la population, il lance une révision des institutions de la République allant dans le sens d'une démocratisation de la Constitution Byzantine imposée par les Russes et les Ottomans. 
À cette époque, les qualités de Kapodistrias sont remarquées par les fonctionnaires russes présents dans l'archipel. En 1808, il est donc invité par Saint-Pétersbourg à rejoindre la diplomatie du tsar. Sur fond de guerre russo-turque entre 1806 et 1812, il correspond avec le diplomate arménien Manouk Bey qui sert de médiateur entre russes et ottomans. 

### Ambassadeur du tsar
En novembre 1813, Kapodistrias est nommé envoyé extraordinaire et ministre plénipotentiaire de l'Empire russe dans la Confédération suisse. Il est alors chargé d'aider le pays à se soustraire à l'influence napoléonienne.
Membre de la délégation russe au congrès de Vienne, il n'a ensuite de cesse de garantir l'unité, l'indépendance et la neutralité de la Suisse dont il a contribué à rédiger la constitution. Une fois l'indépendance du pays reconnue, il favorise également l'intégration de la république genevoise dans la Confédération des XXII cantons et il contribue à la reconnaissance du canton de Vaud au sein de la jeune Confédération. En signe de remerciement, le canton de Vaud lui accorde en 1816 la première citoyenneté d'honneur et la ville de Lausanne la première bourgeoisie d'honneur, la ville de Genève fait de même,. 
En 1815, Kapodistrias est également plénipotentiaire de la Russie lors de la signature du traité de Paris.

### Ministre des affaires étrangères du tsar
De 1816 à 1822, Kapodistrias est ministre des affaires étrangères du tsar Alexandre Ier de Russie conjointement avec Nesselrode. Il doit cependant quitter la diplomatie impériale à cause de la guerre d'indépendance grecque, en 1822.

### Gouverneur du premier État grec indépendant

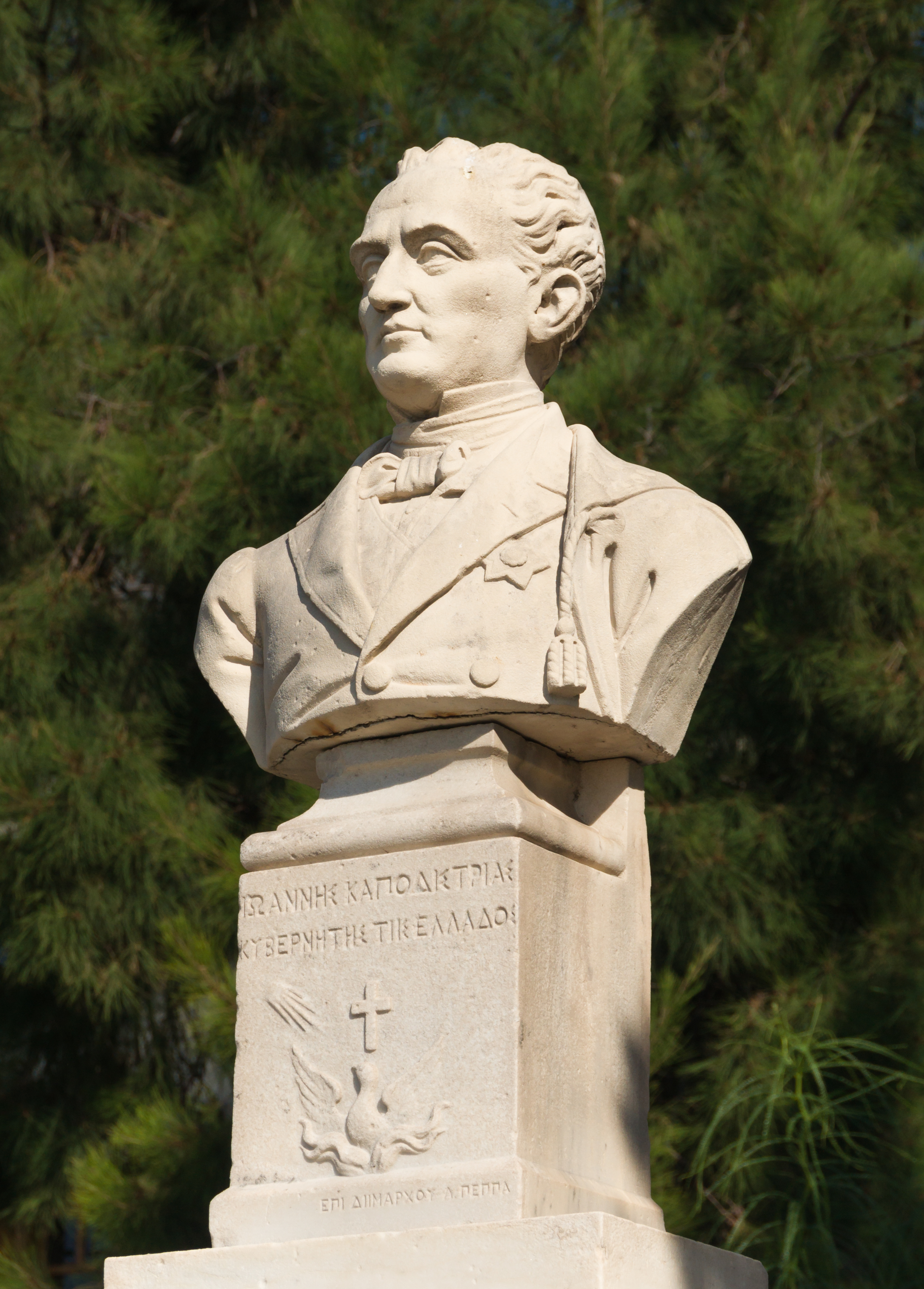
Buste de Capodistrias à Égine, en Grèce.

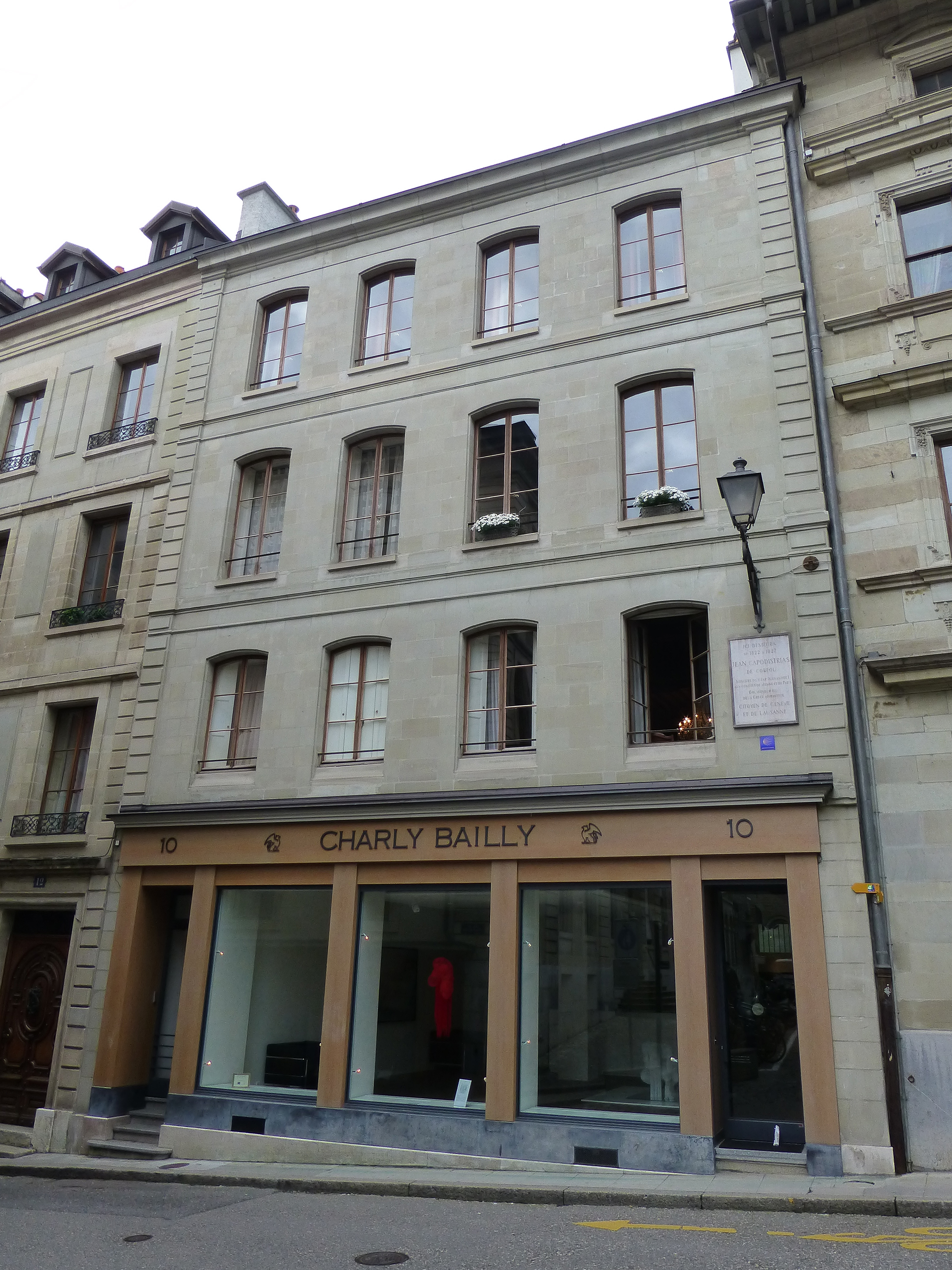
Maison où résida de 1822 à 1827 Jean Capodistrias à Genève, rue de l'Hôtel-de-Ville 10.

Exilé, Kapodistrias retourne en Suisse et se réfugie à Genève. Il soutient alors la cause des Grecs lors de leur insurrection contre l'Empire ottoman. Il ne prend cependant pas les armes, alors même que ses frères Viaro et Augustinos sont membres de la Filikí Etería. 
En 1827, il est toutefois désigné kivernitis (κυβερνήτης), c'est-à-dire gouverneur du jeune État grec indépendant par l'Assemblée de Trézène. Après avoir parcouru l'Europe pour obtenir des soutiens pour la Grèce, il débarque à Nauplie en janvier 1828. C'est alors la première fois de sa vie qu'il met le pied en Grèce continentale. Il s'installe avec son gouvernement à Égine qui devient ainsi la première capitale de l'État grec.
Kapodistrias est très vite découragé par la situation dans laquelle se trouve le pays. Le conflit des factions, qui a commencé dès les débuts de la guerre d'indépendance, se poursuit. Surtout, la Grèce est ruinée et en faillite. Ce n'est que grâce au soutien de nombreux mécènes philhellènes que l'État parvient à  survivre. 
Très grand ami du banquier genevois Jean-Gabriel Eynard, qui donne beaucoup à la cause des insurgés, Kapodistrias est introduit dans les milieux philhellènes de l'Europe, et aussi dans le milieu genevois, où de nombreux amis de la Grèce lui inspirent sa future réforme de l'éducation. Dans ce domaine, il projette de se baser sur les idées de Rousseau. 
Kapodistrias lance un grand programme de modernisation du pays. Il met fin à la guerre civile, instaure le système de la quarantaine, qui va permettre de lutter contre les épidémies de typhoïde et de choléra. Il introduit la culture de la pomme de terre en Grèce et emploie tout son pouvoir à rétablir l'ordre et la prospérité. Il se préoccupe de l'enseignement des sciences et contribue à la renaissance des mathématiques en Grèce en faisant diffuser les manuels de mathématiques du professeur Ioannis Karandinos de l'Académie ionienne.
À cause de sa carrière en tant que ministre des affaires étrangères du Tsar, Kapodistrias a longtemps été considéré, à tort , comme « russophile » (par opposition aux deux autres factions « anglophile » et « francophile » qui divisaient alors les forces vives de la Grèce). Cette étiquette lui a valu des difficultés tantôt avec l'Angleterre, tantôt avec la France, selon le jeu diplomatique et militaire que se livraient ces puissances entre elles et avec la Russie. Il a pour chef d'état-major le colonel français François-Antoine-Christophe Gérard qui contribue à intégrer les milices indépendantistes dans une armée régulière.
Cherchant à lutter contre les divers chefs de clans, héritiers des klephtes, il se heurte au capétan du Magne Petrobey Mavromichalis, contre lequel il demande l'aide des troupes russes et qu'il fait mettre en prison au printemps 1831. En juillet, il est confronté à une insurrection des insulaires d'Hydra, aboutissant début août au sabordage de la flotte grecque à Poros par l'amiral Miaoulis. Kapodostrias était au courant des manipulations extérieures et n'a pas hésité à les dénoncer le 31 juillet 1831 à l'amiral français Lalande : « Moi, je connais toutes vos manipulations mais j'ai jugé qu'il ne fallait pas interrompre la collaboration avec vous, car je donnais plus d'importance au redressement de la Grèce. Si j'interrompais les liens avec les soi-disant “Protecteurs”, ceci se ferait au détriment des intérêts de la Grèce… J'ai laissé les choses parler d'elles-mêmes » .
Le 14 septembre 1831, par l’intermédiaire de A.Soutsos, ambassadeur de la Grèce à Paris, il proteste vivement contre la participation d'officiers anglais et français à l'insurrection anti-gouvernementale à Hydra et dans le Magne[réf. nécessaire].

### Assassinat et succession

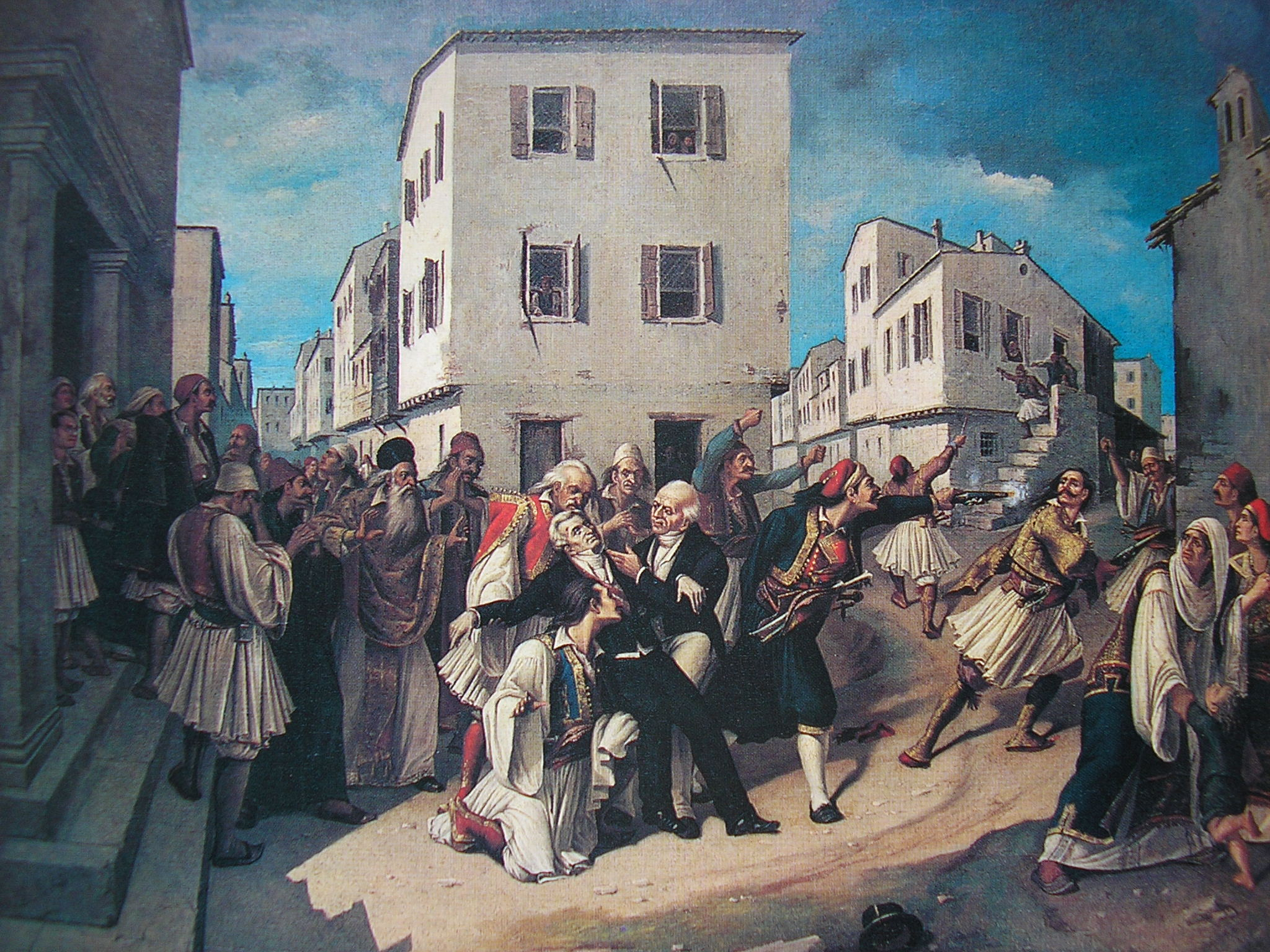
L'assassinat de Kapodístrias (Charalambos Pachis, musée de Corfou)

Il est assassiné le 27 septembre (9 octobre) 1831 sur les marches de l'église Saint Spyridon de Nauplie, par le frère et le fils de Petrobey Mavromichalis, Constantin et Georges. Comme Kapodistrias approche de l'escalier de l'église, Constantin et Georges s'approchent. Constantin sort son pistolet et tire sur Kapodistrias, le manquant. La balle frappe l'église, où elle est encore aujourd'hui. Constantin sort son poignard et frappe Kapodistrias au ventre. Georges sort son pistolet et tire dans la tête de Kapodistrias.
Son frère cadet Augustinos lui succède brièvement à la tête de la Grèce, précédant une nouvelle période d'anarchie.
En tant que Gouverneur de Grèce, Kapodistrias, voyant l'état de dénuement du peuple, a refusé de percevoir un salaire. Il a laissé sa fortune à l’État grec.

## Décorations

### russes
- Ordre de Sainte Anne (1re classe) ( Empire russe)
- Ordre de Saint-Vladimir (1re classe) ( Empire russe)
- Grand-croix de l'Ordre de l'Aigle blanc ( Empire russe)

### étrangères
- Chevalier de l'ordre de l'Eléphant ( Danemark-Norvège) (1er septembre 1819)
- Grand-Croix de la Légion d'honneur ( France)

## Postérité
- Son portrait figure sur les pièces de vingt centimes d'euro grecques.
- En Grèce, un ensemble de réformes administratives de décentralisation, lancé en 1997, a été baptisé Programme Ioannis Kapodistrias.
- L'université nationale et capodistrienne d'Athènes est nommée en son honneur depuis 1911.
- Le quai Capo-d'Istria, au bord de l'Arve à Genève, porte son nom.

## Source partielle
Marie-Nicolas Bouillet  et Alexis Chassang (dir.), « Ioánnis Kapodístrias » dans Dictionnaire universel d’histoire et de géographie, 1878 (lire sur Wikisource)